# Stomatium jamesii
Stomatium jamesii är en isörtsväxtart som beskrevs av L. Bol. Stomatium jamesii ingår i släktet Stomatium och familjen isörtsväxter. Inga underarter finns listade i Catalogue of Life.